# Möbelix (Magyarország)

## Története
A Möbelix az osztrák XXXLutz cég egyik leányvállalata, amely két néven ismert Európa szerte. Az első Möbelix bútoráruházat 2002-ben nyitották az osztrák Dornbirn városában, ezután kezdődött az országos terjeszkedés, majd a külföldi piac meghódítása. A 2000-es évek közepétől több országban megjelent a bútoráruházlánc, jelenleg 4 országban 77 áruházzal van jelen.

## Möbelix áruházak Európában
- Ausztria: 57 áruház
- Csehország: 13 áruház
- Magyarország: 7 áruház
- Szlovákia: 6 áruház

## Magyarországi áruház történet
Az első Möbelix áruház 2008-ban nyitott Dunakeszin, amely után elkezdődött az országos lefedettség kiépítése. Jelenleg 7 áruház található az országban.

## Möbelix áruházak Magyarországon
|    | Nyitás | Város     | Cím                  | Megjegyzés            |
| -- | ------ | --------- | -------------------- | --------------------- |
| 1. | 2008   | Dunakeszi | Nádas utca 8.        |                       |
| 2. | 2009   | Budapest  | Gyáli út 33.         |                       |
| 3. | 2010   | Miskolc   | Pesti út 9.          | Az első vidéki áruház |
| 4. | 2015   | Budapest  | Hunyadi János út 19. |                       |
| 5. | 2017   | Győr      | Mécs László utca 13. | A régi Baumax         |
| 6. | 2018   | Debrecen  | Balmazújvárosi út 4. | A régi Baumax         |
| 7. | 2018   | Szeged    | Dorozsmai út 13–17.  | A régi Baumax         |

## Tervezett áruházak
- Veszprém